# Стиснення відео
Стиснення відео — означає зменшення кількості даних цифрового відео. Базується на двох принципах:
1. надлишок просторової інформації присутньої в кожному кадрі.
2. надлишок часової інформації: переважна кількість кадрів подібні до попереднього та наступного.

Типові алгоритми стиснення відео починають зі стиснення першого кадру методами стиснення зображень. Далі виявляється та кодується інформація про відмінності наступного кадру від попереднього. Кадри, що істотно відрізняються від попереднього кодуються окремо.

## Теорія
Відео інформація являє собою тривимірний масив кольорових пікселів. При цьому два виміри — це горизонтальне та вертикальне розділення кадрів, а третій — часовий. Кожен кадр таким чином є масивом пікселів із зображенням на цей час.
Відео інформація звичайно містить як просторову, так і часову надмірність. Її можна уникнути, якщо проаналізувати і перекодувати різницю як в середині кадру (просторову), так і між кадрами (часова). Просторове стиснення здійснюється, зважаючи на уваги той факт, що людське око не може розрізняти настільки малі відмінності у кольорі, наскільки може відрізняти різницю у яскравості — таким чином подібні за кольором фрагменти можуть бути усереднені, як це буває при стисненні зображень формату jpeg. Часове стиснення передбачає кодування різниці між сусідніми кадрами, його ефективність пояснюється тим, що велика кількість пікселів буде збігатися в серіях послідовних кадрів.
Переважно стиснення відео здійснюється з втратами — вважається, що значна частина даних не є необхідною для досягнення хорошої якості сприйняття. Занадто велике стиснення, однак, може призвести до помітної втрати якості. В загальному випадку стиснення відео є компромісом між економією дискового простору, якістю відео, і вартістю апаратного забезпечення, необхідного для декомпресії відео в поточному часі.
Існують методи стиснення без втрат, що передбачають можливість відновлення оригінального відео в точності до байта. Проте такі методи використовуються дуже рідко, оскільки стиснення з втрати має значно вищі коефіцієнти при прийнятній якості стиснення. Зокрема, DVD диски та супутникове мовлення також використовують стиснене відео.

## Сучасні методи
Більшість сучасних алгоритмів стиснення використовують дискретне косинусне перетворення (DCT) або його модифікації для усунення просторової надмірності. Інші методи, такі як фрактальне стиснення та дискретне вейвлет-перетворення, також були об'єктами досліджень, але зараз зазвичай використовуються тільки для компресії нерухомих зображень.
Використання більшості методів стиснення (таких, як дискретні косинусне перетворення та вейвлет-перетворення) спричиняє також використання процесу квантування. Квантування може бути як скалярним, так і векторних, однак, більшість схем стиснення на практиці використовують скалярне квантування завдяки його простоті.
Сучасне цифрове телемовлення стало доступним саме завдяки відеокомпресії. Телевізійні станції можуть транслювати не лише відео високої чіткості (HDTV), але і кілька телеканалів у одному фізичному телеканалі (6 МГц).
Хоча більша частина відеозмісту сьогодні транслюється з використанням стандарту стиснення
MPEG-2, використовуються і новіші та ефективніші стандарти стиснення відео — наприклад H.264 і VC-1.